# Sonata para piano n.° 8 (Skriabin)

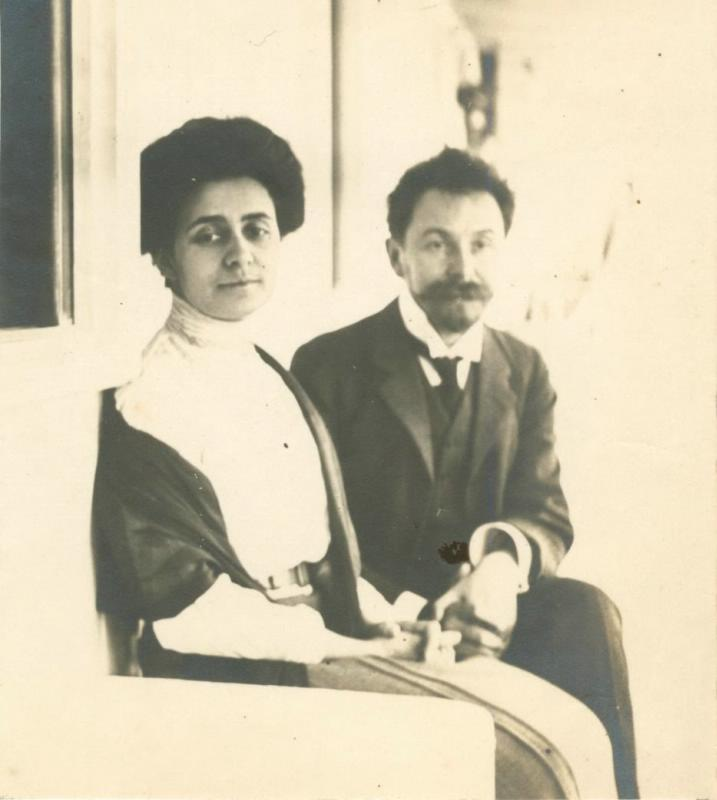
Aleksander Skriabin y Tatiana Schloezer en 1910

La Sonata para piano n.° 8, op. 66, de Aleksandr Skriabin, fue compuesta entre 1912 y 1913. Como las otras últimas sonatas para piano de Skriabin, la octava sonata es muy atonal, aunque posiblemente menos disonante que algunas de sus otras obras tardías. Al igual que las otras sonatas para piano tardías de Scriabin, la octava sonata refleja los intereses místicos del compositor. Skriabin consideraba algunas partes de esta sonata, que, como la sexta sonata, nunca interpretó en público, como "el episodio más trágico de mi trabajo creativo". 

## Estructura y contenido
La octava sonata consta de un solo movimiento y las interpretaciones van desde los 10 minutos (Michael Ponti) hasta los 15 minutos (Dmitri Alexeev).
1. Lento - Allegro agitato

Esta obra está considerada como una de las piezas más difíciles de Skriabin. Es la más larga de las sonatas de Scriabin por páginas de partitura, y muchos pasajes están escritos en tres y cuatro pentagramas, a diferencia de los típicos dos pentagramas, para acomodar la contraparte compleja y los grandes espacios interválicos. El carácter de la Octava sonata es quizás conscientemente menos extremo que el de la Sexta y la Séptima, con menos disonancias agresivas que la primera y clímax que no estallan con la energía extrema y temeraria de la Séptima.
La Octava sonata comienza con una placidez casi inquietante mientras suenan una serie de acordes apagados como campanas. Este lánguido episodio decae rápidamente en pasajes de energía agitada. En la partitura no hay ninguna de las instrucciones características comunes en otras sonatas tardías de Skriabin.  Lo más lejos que va es la palabra "Tragique" para indicar momentos de apatía angustiada y futilidad. En otros aspectos, esta es una de las sonatas más  experimentales formalmente de Skriabin. Es bastante episódica, con pasajes que a veces parecen estar cosidos casi arbitrariamente, como la sección en "presto" que comienza con acordes entrecortados que "rebotan" del tema anterior. Hay momentos definidos de serenidad (de hecho, este es el estado de ánimo que prevalece en la sonata), pero una gran parte de la música parece urgente y ferviente. El compositor Boris Asafiev argumentó que los temas de la pieza representan elementos naturales
Como pasó con su Sexta sonata, Skriabin nunca interpretó esta sonata en público. Consideró algunas de sus partes de como "el episodio más trágico de mi trabajo creativo" y describió su armonía como "extraída de la naturaleza, como si hubiera existido antes".  Stravinsky describió la pieza como "incomparable".